# Jeg et hus mig bygge vil
Jeg et hus mig bygge vil er en dansk dokumentarfilm fra 1956, der er instrueret af Henning Carlsen.

## Handling
Denne artikel mangler et handlingsreferat. Hjælp os med at skrive det.